# 虹 (L'Arc〜en〜Cielの曲)
「虹」（にじ）は、日本のロックバンド、L'Arc〜en〜Cielの7作目のシングル。1997年10月17日発売。発売元はKi/oon Sony Records。

## 概要
4thアルバム『True』から約10ヶ月ぶりとなる新譜で、前作「Lies and Truth」以来約11ヶ月ぶりとなるシングル。
1997年2月にドラマーのsakuraが覚醒剤取締法違反で逮捕され、事実上の活動休止状態だったL'Arc〜en〜Cielにとって、活動再開一発目のシングルリリースとなっている。本作のレコーディングには、前述の逮捕もありsakuraは参加していない。そのため、hyde、ken、tetsuyaの3人体制のL'Arc〜en〜Cielが唯一発表した作品となっている。メンバーは3人体制となった状態でリリースを踏み切ったことについて「この曲は3人で出さなければならない」と本作発売当時のインタビューで語っていたことがある。
この作品の制作には、のちに正式加入するyukihiro（ex.DIE IN CRIES、ex.OPTIC NERVE、ex.ZI:KILL）がサポートドラマーとして参加している。今回ドラマーが代わったにことにより、sakuraの"即興的かつロジカルなリズム＆グルーヴを生むドラムプレイ"から、yukihiroの"緻密かつタイトで、マシーン・ビートとの同期も好んだドラムプレイ"へと、サウンドにおいて大きな変化をみせている。また、バンドのディレクターを務める中山千恵子の手配により、マニピュレーターの斎藤仁がレコーディングに参加している。なお斎藤は、yukihiroがリハーサルに来れないときに対応するため、「虹」のドラムパターンの打ち込みを担当している。斎藤は本作への参加をきっかけに、マニピュレーターとして長きにわたりL'Arc〜en〜Cielの作品や、hydeのソロ作品の制作に携わることとなる。
本作の表題曲「虹」は、バンド名である「L'Arc〜en〜Ciel」の日本語訳がタイトルに添えられた、彼らの代表曲の一つとなっている。作詞を担当したhydeは、タイトルに込めた想いについて「虹っていうのは、雨が止んで太陽が出た時に、空に咲く花のようなものだと思うんですよ。つまりそういう想いや状況になっていてこそ伝わるものが、きっとあるはずだって。そう思ってタイトルを"虹"にしたんです。でもそれは僕の個人的な気持ちだから。このタイトルを見て、この曲を聴いた人、ひとりひとりがそれぞれに、その意味を考えてくれていいと思ってます」と述べている。なお、この曲は本作発売前の1997年に東京ドームで開催した、活動再開を告げるライヴ「1997 REINCARNATION」で先行演奏されている。「虹」という名前を添えていることもあり、この曲はメンバーにとって非常に思い入れの深い楽曲となっている。2005年に放送されたテレビ朝日系音楽番組『ミュージックステーション』に出演した際、司会のタモリに「ラルクの中で大切にしたい曲はある？」と聞かれ、hydeはこの曲をあげている。また、同番組の別の放送回に出演した際には、「21世紀に残したい曲」というテーマに対してこの曲をあげている。なお、この曲は1997年12月20日に公開された映画『劇場版 るろうに剣心 -明治剣客浪漫譚- 維新志士への鎮魂歌』のオープニングテーマに使用されている。（詳細は楽曲解説の項目を参照）
余談だが、この曲はシンガーソングライターの平井堅が1999年7月7日に開催したコンセプトライヴ「Ken's Bar」において、カバーされている。また、2023年6月27日にギター&ベースブランドのフェンダーが、東京・原宿の「FENDER FLAGSHIP TOKYO」において同店のグランドオープニングパーティーを開催した際、ken、MIYAVI、Suspended 4thのセッションコーナーでこの曲が演奏されている。
また、カップリング曲には、このシングルのために書き下ろした新曲「THE GHOST IN MY ROOM」が収められている。なお、前作までのCDシングル全てにカップリングとして収録されていた、表題曲からhydeのボーカルトラックを除いたインストバージョン「hydeless version」（又は「Voiceless version」）は、今回初めて収録が見送られている。

## リリース

### リリースの経緯
1997年2月に起こったsakuraの逮捕を受け、残りのメンバー3人はリフレッシュも兼ね、同年5月にイギリス・ロンドンへと渡った。渡航先のロンドンではhyde、ken、tetsuya及びマネージャー2人の計5名でフラットを借り、同年5月23日まで共同生活を送ったという。メンバーは帰国後に受けたインタビューの中で、ロンドンでの生活について「市街のクラブに遊びに行ったり、様々なアーティストのライヴを鑑賞しに出掛けていた」と述べている。なお、kenは特に印象的だった公演として、ザ・フーやニック・ケイヴのライヴをあげている。
そしてkenは、渡航先の楽器屋に入った際に、目についたアコースティック・ギター、ギブソン・J-50を購入したという。日本に戻った後、kenがこのギターを何気なく鳴らしていたときに、偶発的に表題曲の原型が生まれている。こうして出来た曲の原型をもとにメンバーとセッションを重ね、「虹」が出来上がっている。そして、メンバーの想いを反映し、数ある候補曲の中からこの曲がシングル化されることになった。tetsuyaは「虹」を表題曲に選んだ経緯について「ごく自然にこの曲かなって…。みんなの意見が一致したっていう感じでした」と述べている。また、hydeは「俺は最初からこの曲しか見えなかったんです。次のシングルは、こういう…強くて美しい雰囲気を持った楽曲でいきたいっていうイメージが先に頭の中にあったから」と語っている。
なお、hydeは発売当時のインタビューの中で、本作について「（このシングルは）セールスとか関係なく、いろんな人に聴いてほしい。ホントに聴いてほしくて、詞書いたし、曲も作ったから。自分もすごく満足した作品ができて。ラルク アン シエルとして、いろんな人に聴いてもらえたら嬉しい曲です。買わなくてもいいよって感じ（笑）。人のCDでもいいから、聴いてよって」と語っている。また、tetsuyaは「完成するまでに、とにかくもっとよくしようもっとよくしようって。トラックダウンも何回かやり直したおかげで、かなりいいものが出来たから。そのことが何より、今は凄く嬉しい」と述べている。
余談だが、sakura逮捕前の時点では、前年に発表したアルバム『True』に収録された「the Fourth Avenue Café」が7作目のシングルの表題曲になる予定だった。このシングルカットは、同曲がテレビアニメ『るろうに剣心 -明治剣客浪漫譚-』のエンディングテーマに使われたことがきっかけとなっている。そして1997年3月26日に発売する予定で、音楽雑誌などでプロモーション活動が行われていた。しかしsakuraの逮捕にともない、アニメタイアップはわずか4話で打ち切られ、シングルカットも白紙になった（なお、「the Fourth Avenue Café」は2006年に約10年越しでシングル化されている）。こういった背景があり、「虹」が7thシングルの表題曲に抜擢され、奇しくもシングルのナンバリングと虹の色数である「7」がリンクすることになった。

### リリース形態
本作は、通常盤（CD）の1形態でリリースされている。初回限定仕様は特殊ジャケットになっている。ちなみにフィジカルは、当時8cmシングルとして発表されていたが、2006年のシングル14作品再発企画において12cmシングルで再発売されている。

### チャート
発売初週となる1997年10月27日付のオリコン週間シングルチャートでは週間3位を記録し、L'Arc〜en〜Cielとして初となる週間シングルチャートTOP3入りを果たした。また、オリコン調べでは初動売上枚数は30万枚を突破しており、前作を大幅に超える累計売上約72.3万枚を記録した。

## ミュージックビデオ
表題曲「虹」のミュージック・ビデオは、竹内スグルがディレクターを務めた作品となっている。映像はイギリス・ロンドンで撮影されており、馬の仮装をした黒服や、謎の少女が映像中に登場している。ちなみに、撮影は1997年8月31日からの2度目のロンドン渡航の際に行われており、同行したyukihiroも撮影に参加している。
この映像は公開年の1997年に、音楽専門チャンネル『スペースシャワーTV』主催による音楽賞「SPACE SHOWER Music Video Awards 97」において「BEST GROUP CLIP」を受賞している。なお、映画評論家のくれい響は、この映像について「これはカルトムービー『ウィッカーマン』の影響が強い」と分析している。
このミュージック・ビデオは、1998年4月22日に発表したMV・ライヴ映像集『A PIECE OF REINCARNATION』に初収録されている。また、2019年12月11日には公式YouTubeアーティストチャンネルにおいて、映像の無料公開が開始されている。

## 収録曲
| #         | タイトル                 | 作詞      | 作曲      | 編曲                             | 時間  |
| --------- | ------------------------ | --------- | --------- | -------------------------------- | ----- |
| 1.        | 「虹」                   | hyde      | ken       | L'Arc〜en〜Ciel, CHOKKAKU        | 5:10  |
| 2.        | 「THE GHOST IN MY ROOM」 | hyde      | hyde      | L'Arc〜en〜Ciel, Takeyuki Hatano | 4:58  |
| 合計時間: | 合計時間:                | 合計時間: | 合計時間: | 合計時間:                        | 10:08 |

## 楽曲解説
1. 虹
  - 作詞: hyde / 作曲: ken / 編曲: L'Arc〜en〜Ciel & CHOKKAKU

力強さと希望が秘められたドラマティックかつスケールの大きな楽曲[14]。バンド名の「L'Arc〜en〜Ciel」がフランス語で「虹（＝空に架かる弧）」を意味していることもあり、彼らの代表曲の一つとして位置づけられている。そのため、記念ライヴでは本編やアンコールでのラストに演奏されることが多い。
前項の記述にあるように、1997年2月にsakuraが逮捕された後に訪れたロンドンで、kenが購入したアコースティック・ギター、ギブソン・J-50を何気なく弾いているときにこの曲の原型が生まれている[9]。
楽曲の原型が生まれた経緯について、作曲を担当したkenは「（ロンドンで買ったアコギを）日本に持ち帰ってポロポロ弾いてるうちに出来てきた曲なんです。最近だとキーボードの前にちゃんと座って曲作ろうと思って作ったりしたんだけど、今回は遊んで弾いてる間に3分くらいで出来ちゃって。それを皆で合わせて演奏して、またいいほうへ持ってった[9]」と語っている。このように、原型を制作した時は具体的なイメージがあった訳でなく、偶発的に曲の着想が浮かんだため、ken自身も「俺、今まであり得ないと思ってたんだけどね。スラスラッと無意識に出来るなんてことは。いつもは部屋を暗くしたりとかして、少しフレーズが出来たら、それに対してこういう風なフレーズに進んだらカッコいいとか、そうやってきたから。だから曲をいじってるっていう時間もあるから、イメージもどんどん膨らんで、メロディ以外のことを考えたりっていうのが並行して進んでたんだけど、この曲はもうスッと出来ちゃって。NOイメージだった[9]」と語っている。
さらにこの曲には、日本のメジャーシーンで流れるような楽曲にありがちな、Aメロ、Bメロ、サビという明確な展開が存在していない[9]。こういった楽曲構成になった経緯について、kenは「気持ち的には洋楽っぽくしたいとは思ってなかったんですけど、日本で聴いてかっこいいと思う曲が海外で聴いてあんまりよくないなということもあるし、逆にどこがいいのこんな曲？って思ってた海外の曲をロンドンで聴いたらしみてきたりとか。今回ロンドンに行ってそういうのを感じたから、それが無意識に出てるのかもしれない[9]」と振り返っている。
なお、この曲のドラムは、のちにL'Arc〜en〜Cieに正式加入するyukihiro（ex.DIE IN CRIES、ex.ZI:KILL）が演奏している。kenはyukihiroに対し「何々っぽくとかいうんじゃなくて、叩いてる人の顔が見えるようなドラミングなら何でもOK[15]」とリクエストを出していたという。さらに、この曲のプロデュースおよびアレンジ作業には、CHOKKAKUが参加している。この起用はバンドのディレクターを務めた中山千恵子の推薦によるもので、kenは「（アレンジは）いろんなことを削っていく方向、ギターが前に出る方向でCHOKKAKUさんは動いてたかな[9]」とアレンジ作業について述べている。
ちなみにkenは、この曲の仮タイトルに「ペニンシュラ」という名前を付けていたという[16]。この仮タイトルは、香港にある有名ホテルから取られている。ken曰く、香港の主権がイギリスから中華人民共和国に返還される前に、一度香港を見ておきたかったため、曲提出の締め切り前であることを承知で旅行に出かけたという[16]。そこでkenは、香港に遊びに行っていると思われないようにするため、すでに原型が出来上がっていた「虹」に、香港を彷彿とさせる仮タイトルを付けたという[16]。このエピソードについて、kenは「香港でずっと遊んでたと思われると困るので（笑）、"香港に曲書きに行ってきます"ということにして。だから、あたかも香港でイメージがわいたかのように、仮タイトルが「ペニンシュラ」[16]」になったと音楽雑誌のインタビューで述懐している。ちなみに、香港にはtetsuyaとyukihiroも訪れており、これと似たようなエピソードが「DIVE TO BLUE」の制作においても存在する（詳細は「DIVE TO BLUE」の楽曲解説の項目を参照）[17]。
歌詞はhydeが手掛けており、曲が進むにつれて前向きな想いが溢れるような、自身の得意とする叙情的な言い回しが展開されたリリックを綴っている。歌詞のイメージは、曲ができる以前からhydeの中にあったといい、「人に訴えるような詞にしたい[10]」と思っていたという。hydeは作詞作業を振り返り「きっと何を書いてもsakuraの事件にからめた、いろんな解釈の仕方をされるでしょ。で、それは避けられないことでもあると思ってるから。そういう部分で、最初はちょっととまどいがあった[10]」と述べている。また、hydeは出来上がった歌詞について「最終的には…。なんていうか、自分のまわりすべてを包み込めるような詞になったなと思います[10]」「とにかく前向きでいようと。その気持ちは絶対に失くしちゃいけないなって思ってました[10]」と述べている。
なお、hydeはタイトルを決めた当初、安直な曲名と感じていたため、あまり納得していなかったという[18]。hydeはタイトルを決めた経緯について「詞を書き始めた時から、なんとなくその言葉（"虹"）はアタマの中にあって。"くさいタイトルやなぁ"と思いながらも詞を進めて行って、まぁタイトルは最後に考えればいいやと思ってたんだけど、いざ最後にタイトルを考えようと思ったら、もうそれ以外はどうも色あせた感じになってしまって。で、もうクサイけどこれはメンバーに言うしかない！と思って、"クサイと思うんやけどどうかなぁ？"って。そうしたらみんなも微妙な顔して（笑）、"いや、確かに分かるけどぉ"って感じ（笑）。でも最終的にもうそれ以外に見つからなかった[18]」と述べている。kenは、hydeから「虹」というタイトルを聞いたときの心境について「単純に"あ、いいなあ"っていうのと"思いっきしすぎるかな"っていうのがありましたね。でも、次第に"こういう思いっきしすぎるのもいいんじゃないか"ってなった[19]」と語っている。また、tetsuyaは「最初にhydeから聞いたとき、時間をおいて慣れたら絶対もっと印象がよくなる言葉だと思った[19]」と述懐している。
ちなみに、歌詞にある＜全ては真実と共にある＞というフレーズは、テレビアニメ『新世紀エヴァンゲリオン』に登場する台詞をオマージュしたものになっている[20]。このフレーズは前述のアニメに登場するキャラクター、加持リョウジが葛城ミサトに宛てたメッセージの一節、「葛城、"真実は君と共にある"、迷わず進んでくれ[21]」を意識したものとなっており[20]、tetsuyaのリクエストで取り入れられている[20]。なお、このオマージュは楽曲制作時にhydeとtetsuyaが同作品を熱心に観ていたことが影響している。後年tetsuyaは「加持さんのセリフをもとに僕が提案したんですよ。リスペクトして引用してるっていうか、モチーフにしてるというか[20]」と語っている。また、tetsuyaによれば本作のジャケットに関しても、エヴァンゲリオンの雰囲気を意識したデザインを採用したという[22]。ちなみに、本作に関するインタビュー記事が載った音楽雑誌『WHAT's IN?』（1997年10月号）の表紙にて、tetsuyaは同アニメに登場する秘密結社・ゼーレを表す7つの目の紋章が刺繍されたシャツを着用している。さらに音楽雑誌『B=PASS』（1997年11月号）には、同アニメに登場するキャラクター、第2使徒のリリスが刺繍されたシャツを着用しているtetsuyaの写真が掲載されたページがある[10]。
また、間奏にはhydeによるポエトリーリーディングが取り入れられている。なお、音源ではhydeが詩を読み上げるが、ライヴではkenが担当することもある。ちなみにこのリリックは、ライヴ「1997 REINCARNATION」のグッズTシャツにも綴られている。
5thアルバム『HEART』にはアルバムバージョンとなる「Album Version」としてこの曲を収録している。アルバムに収録されたバージョンでは、シングルバージョンとミックスが異なり、分かりやすい部分では間奏部分のポエトリーの部分が聴き取りやすいミックスとなっている。このアルバムミックスは、レコーディング・エンジニアの比留間整の意向が大きく反映されており、hydeは「エンジニアの比留間さんが"僕はこうしたい"っていう感じ[23]」と表現している。ちなみに、本作に収録されたシングルバージョンは、2001年に発表したベストアルバム『Clicked Singles Best 13』に初収録されている。
2. THE GHOST IN MY ROOM
  - 作詞・作曲: hyde / 編曲: L'Arc〜en〜Ciel & Takeyuki Hatano

ホワイト・ファンクのようなギターが印象的なダンサンブルで明るい楽曲[11]。表題曲からの流れを意識し、前向きな想いをのせたこの曲が書き下ろされている。
作詞・作曲を手掛けたhydeは、シングルに向けてこの曲を書き下ろした経緯について「今回は、ラルクお得意のちょっともの悲しい哀愁めいたことは避けたかったんですよ。すごく前向きな曲を2曲そろえたくて。（中略）1曲目は最終的に前向きに作ったつもりだから、それが2曲目でまた悲しい曲をやってしまうと、意味がなくなってしまうっていうか。曲順どおりに"虹"を聴いて"THE GHOST IN MY ROOM"を聴いて次に行けるようなものにつなげたかった[24]」「"虹"がこの半年近くの僕達に問われてきたものの答えだとしたら、その次の曲で暗い雰囲気にしたくなかった[4]」「もっとノリのいい形で気持ちがフェイド・インする感じのものにしようと思ったんです[4]」と発売当時のインタビューで語っている。
また、tetsuyaは「カップリングどうしようって考えた時に、hydeが"これをシングルにするなら、カップリングはご機嫌なロックンロール・ナンバーが欲しい"って言い出して。そんなタイプの曲は、その時なかったんで"じゃあ、俺が作る"ってhydeが作ってきたんです。セッションしながら作った感じの曲で、すごく気に入ってます[25]」と語っている。さらに、バンドのディレクターを務める中山千恵子は、本作発売当時のインタビューの中で「カップリングに関してはINXSとか'80年代のロックっぽい曲でいきたいということになりまして。でもそれはこの段階（1997年6月24日に実施した2回目の曲出し会のとき）ではまだ出ていなかったんですけどhydeが"書く"って自分で言って[6]」と述懐している。
なお、この曲に採り入れられたブレイクビーツは、サポートドラマーとしてレコーディングに参加していたyukihiro（ex.DIE IN CRIES、ex.ZI:KILL）が手掛けている[26][27]。yukihiroは2004年に受けた音楽雑誌のインタビューの中で、この曲の制作を振り返り「（この曲に）ブレイクビーツとかを入れるって話になってて、まあ僕そういうことずっとやってたから"ちょっとやってみていい？"とか、そういうのもやらせてくれた[27]」「"こんなこと俺やっていいのかな"とか思いながらやってたんですけど、メンバーでもないのに（笑）[26][27]」と述懐している。kenは、yukihiroとの楽曲制作を振り返り「この曲の音作りをした時は、最初yukihiro欠席で。マニピュレーターの人が、何気なく機械をいじってループを出したんですよ。で、それいいね、使ってみようかって言ってて、そこへ、yukihiroが出席して。彼がどんどんそれを形にしていって、最終的にループのところはyukihiroのアイデアのものに差し換えていったんです[4]」「ループと差し換えた後にyukihiroもドラムを叩いて、俺らの音も全部突っ込んだ時点でね。なんていうか、ゴムマリが弾むような？そんな感覚が出てたんで凄いよかった。ほら、この手のビートって、そういう感覚がないまんまのものもあるけど、それがあるからラルクの楽曲として凄く完成度の高いものになってる[4]」と本作発売当時に語っている。また、tetsuyaは「こういうブレイクビーツみたいなことって初めてやったから。作業を見てるだけで面白かったです[4]」と述懐している。なお、この曲のプロデュースおよびアレンジ作業には、L'Arc〜en〜Cielのサポートキーボーディストを務める秦野猛行も参加している。
ちなみに、この曲は1999年に開催したライヴツアー「1999 GRAND CROSS TOUR」の一部公演で披露されていたが、このツアーの後は現在までライヴで披露されていない。

## タイアップ
虹
- ソニー・ピクチャーズ エンタテインメント配給映画『劇場版 るろうに剣心 -明治剣客浪漫譚- 維新志士への鎮魂歌』オープニングテーマ

## 参加ミュージシャン
- hyde：Vocal
- ken：Guitars
- tetsu：Bass
- 虹
  - yukihiro：Drums
  - ken：Tambourine
  - CHOKKAKU：Strings Arrangement & Programming

## カバー
（※）音源がフィジカルに収録されているものに限り記載する。
- TLC （2012年、トリビュートアルバム『L'Arc〜en〜Ciel Tribute』に収録）
- SHOW-YA （2014年、アルバム『Glamorous Show ～Japanese Legendary Rock Covers』に収録）

## 収録アルバム
オリジナルアルバム
- 『HEART』 (#1,アルバムバージョン)

ベストアルバム
- 『Clicked Singles Best 13』 (#1)
- 『The Best of L'Arc〜en〜Ciel 1994-1998』 (#1)
- 『The Best of L'Arc〜en〜Ciel c/w』 (#2)
- 『QUADRINITY 〜MEMBER'S BEST SELECTIONS〜』 (#1,アルバムバージョン)
- 『TWENITY 1997-1999』 (#1,アルバムバージョン)
- 『WORLD'S BEST SELECTION』 (#1,アルバムバージョン)

コンピレーションアルバム
- 『るろうに剣心 -明治剣客浪漫譚- COMPLETE CD-BOX』 (#1)
- 『るろうに剣心 Complete Collection』 (#1)

## 受賞
- 『SPACE SHOWER Music Video Awards '97 “BEST GROUP CLIP”』